# Menemerus sabulosus
Menemerus sabulosus är en spindelart som beskrevs av Wesolowska 1999. Menemerus sabulosus ingår i släktet Menemerus och familjen hoppspindlar. Inga underarter finns listade i Catalogue of Life.